# Národní úřad pro bezpečnost dopravy Spojených států amerických
Národní úřad pro bezpečnost dopravy, anglicky National Transportation Safety Board (NTSB), je nezávislým federálním orgánem ve Spojených státech amerických, zodpovědným za vyšetřování dopravních nehod. NTSB se věnuje vyšetřování leteckých nehod a incidentů, určitým silničním nehodám, nehodám lodí nebo mimořádným železničním nehodám. Na žádost NTSB také vypomáhá s vyšetřováním nehod složkám amerických ozbrojených sil a orgánům cizích vlád.

## Historie a zákonný rámec
NTSB byl zřízen dne 1. dubna 1967 a sídlí ve Washingtonu, D.C. Má čtyři regionální pobočky v Anchorage, Denveru, Ashburnu a Seattlu. Jeho činnost se řídí podle zvláštního federálního zákona (Independent Safety Board Act). Plně nezávislý je NTSB od 1. dubna 1975.
Předsedou rady, která vede NTSB, je od srpna 2021 Jennifer Homendy. Kromě předsedy má rada následující členy:

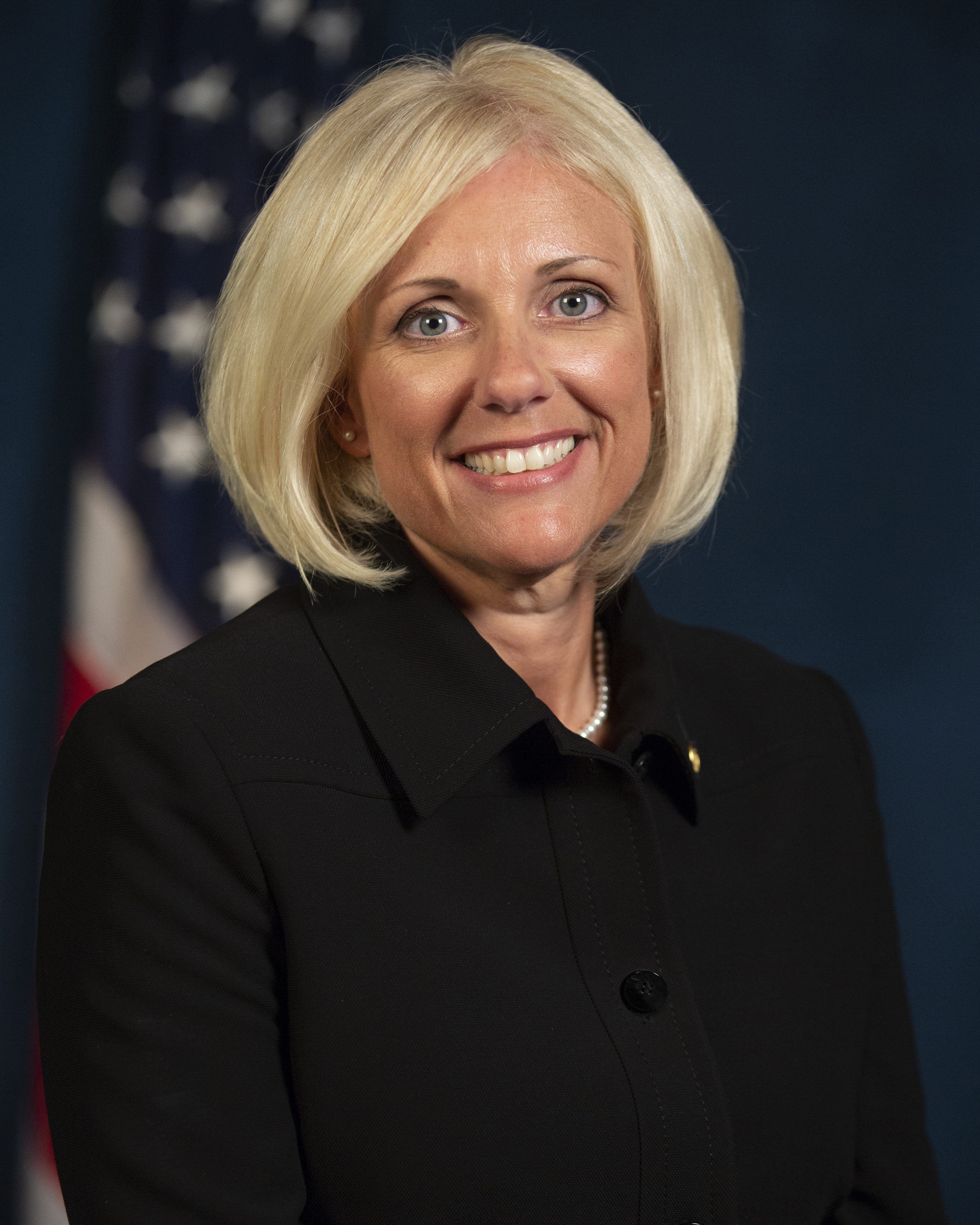
Jennifer Homendy, předsedkyně rady NTSB od srpna 2021 (fotografie z roku 2018)

- Bruce Landsberg (místopředseda)
- Michael Graham
- Thomas B. Chapman

V roce 2014 měl úřad zhruba 400 zaměstnanců. Do roku 2015 vyšetřoval NTSB více než 140 000 leteckých nehod a incidentů a několik tisíc závažných nehod při pozemní dopravě.

## Organizace a úkoly úřadu
Národní úřad pro bezpečnost dopravy je veden grémiem složeným z pěti členů. Ti jsou jmenováni na pět let americkým prezidentem a potvrzované Senátem USA. Tato rada je Kongresem Spojených států pověřena vyšetřovat nehody civilního letectví, na dálnicích, na železnici či na moři. Rada je také pověřena vytvořit podřízené úřady odpovědné za vyšetřování jednotlivých kategorií nehod. Zpravidla se termín NTSB či plný název instituce používá pro celou tuto organizaci, nejen grémium, které ji řídí.
Od vytvoření úřadu je hlavním cílem NTSB zjistit pravděpodobné příčiny dopravních nehod a incidentů, a vydávat bezpečnostní doporučení pro zlepšení bezpečnosti dopravy ve Spojených státech. Na základě vyšetřování nehod vydává NTSB bezpečnostní doporučení regulačním orgánům, které mají oprávnění vydat právně závazné předpisy. NTSB ale nemá oprávnění svá bezpečnostní doporučení vynutit.